# Meernach
Meernach ist ein weilerartiges Stadtviertel von Gräfenthal im Landkreis Saalfeld-Rudolstadt in Thüringen.

## Lage
Meernach liegt an den Kreisstraßen 175/176 mit Verbindung zur Landesstraße 1150 südwestlich von Gräfenthal in Richtung Steinach. Der Stadtteil befindet sich in einer typischen Mittelgebirgslandschaft im Übergang zum Südostthüringer Schiefergebirge.

## Geschichte
Das Bergdorf wurde am 29. Juni 1414 erstmals urkundlich erwähnt.
Am 1. April 1923 wurde der Ort nach Gräfenthal eingemeindet. 1941 wurde in Meernach das Freibad der Stadt Gräfenthal gebaut.